# ペデジーナ
ペデジーナ（イタリア語: Pedesina）は、イタリア共和国ロンバルディア州ソンドリオ県にある、人口約40人の基礎自治体（コムーネ）。
2015年1月1日現在のコムーネ人口は36人で、この時点ではイタリアで最も人口の少ないコムーネであった。

## 名称
標準イタリア語以外の言語では以下の名称を持つ。
- ロンバルディア語ヴァルテッリーナ方言 (it) : Pedesina

## 地理

### 位置・広がり
ソンドリオ県西部のコムーネ。モルベーニョから南南西へ6km、県都ソンドリオから西南西へ27km、州都ミラノから北北東へ74kmの距離にある。
Orobie Valtellinesi 州立公園 (it:Parco delle Orobie Valtellinesi) を含んでいる。

#### 隣接コムーネ
隣接するコムーネは以下の通り。LCはレッコ県所属。
- ラズーラ - 北
- ベーマ - 北
- ジェローラ・アルタ - 南
- プレマーナ (LC) - 西
- ローゴロ - 北西

### 地勢
ベルガモ・アルプス山脈 (it:Prealpi Bergamasche) の Rotondo山 (it:Pizzo Rotondo) （2237 m）の麓に位置する。
アッダ川の支流であるビット川 (it:Bitto (torrente)) が南から北に向かって流れ、深い渓谷を形成する。集落は渓谷の底に近い場所にあり、上流（南）にジェローラ・アルタ、下流（北）にラズーラ、 ベーマの集落がある。

### 地震分類
イタリアの地震リスク階級 (it) では、4 に分類される
。

## 行政

### 山岳部共同体
広域行政組織である山岳部共同体「ヴァルテッリーナ・ディ・モルベーニョ山岳部共同体」 (it:Comunità montana della Valtellina di Morbegno) （事務所所在地: モルベーニョ）を構成するコムーネの一つである。

## 社会

### 経済・産業
かつては、麻やリネンの産地として有名であった。基盤となる産業は自給的な農業、牧畜業、林業である。観光業も行われている。it:Pezzottoと呼ばれるヴァルテッリーナ地方特産の織物や、DOP（原産地名称保護制度）指定されたビットチーズの生産地でもある。

### 人口

#### 人口最少のコムーネ
2016年1月1日現在、人口の少ない順に10位までのコムーネは以下の通り（Ultimi 100 comuni italiani per popolazioneも参照）。ペデジーナは、イタリアでも最も人口の少ないコムーネのひとつである。
- モルテローネ （ロンバルディア州レッコ県） - 36人
- モンチェニージオ （ピエモンテ州トリノ県） - 36人
- ブリーガ・アルタ （ピエモンテ州クーネオ県） - 39人
- ペデジーナ （ロンバルディア州ソンドリオ県） - 39人
- チェルヴァット （ピエモンテ州ヴェルチェッリ県） - 47人
- マッセッロ （ピエモンテ州トリノ県） - 51人
- イングリア （ピエモンテ州トリノ県） - 52人
- トッレジーナ （ピエモンテ州クーネオ県） - 52人
- ヴァルマーラ （ピエモンテ州クーネオ県） - 52人

## 文化財
聖アントニオ教会には17世紀の祭壇画や、1564年にCipriano Valorsaが描いたフレスコ画が残されている。